# 瑪古雷勒
瑪古雷勒，是台灣排灣族大社部落（Paridrayan，位於今屏東縣三地門鄉，拉瓦爾亞族）及周邊部落所信仰的神祇，為大姆姆山的山神和大鬼湖女神娃嘎蓋的丈夫。

## 傳說

### 形象
瑪古雷勒在排灣語裡的意思是「大力士」，他是統治大姆姆山的山神，說話的聲音可以震撼天地。

### 結婚
太古時期，大姆姆山旁邊的大鬼湖由一個漂亮的女神娃嘎蓋統治，瑪古雷勒相當喜歡她，長期追求之下終於和她結婚，雙方各自把自己的領土管理得很好，據說當時大姆姆山裡生活著各種動物，且不會互相殘殺，而大鬼湖周圍則被娃嘎蓋創造出一片森林，兩地就這樣維持了和平兩千多年，直到大社部落的祖先們從附近一棵爆炸的岩石裡走出來。